# 3-펜탄온
3-펜탄온(영어: 3-pentanone) 또는 다이에틸 케톤(영어: diethyl ketone, DEK)은 단순하고 대칭적인 다이알킬 케톤이다. 3-펜탄온은 아세톤과 같은 냄새가 나는 무색의 액체 케톤이다. 3-펜탄온은 물에 용해되지만 유기 용매와도 섞일 수 있다.

## 용도
3-펜탄온은 주로 페인트 용매와 비타민 E의 전구체로 사용된다.

## 같이 보기
- 펜탄온
- 2-펜탄온
- 3-메틸-2-부탄온